# Cléron
Cléron är en kommun i departementet Doubs i regionen Bourgogne-Franche-Comté i östra Frankrike. Kommunen ligger i kantonen Amancey som tillhör arrondissementet Besançon. År 2022 hade Cléron 292 invånare.

## Befolkningsutveckling
Antalet invånare i kommunen Cléron
Referens:INSEE

## Galleri

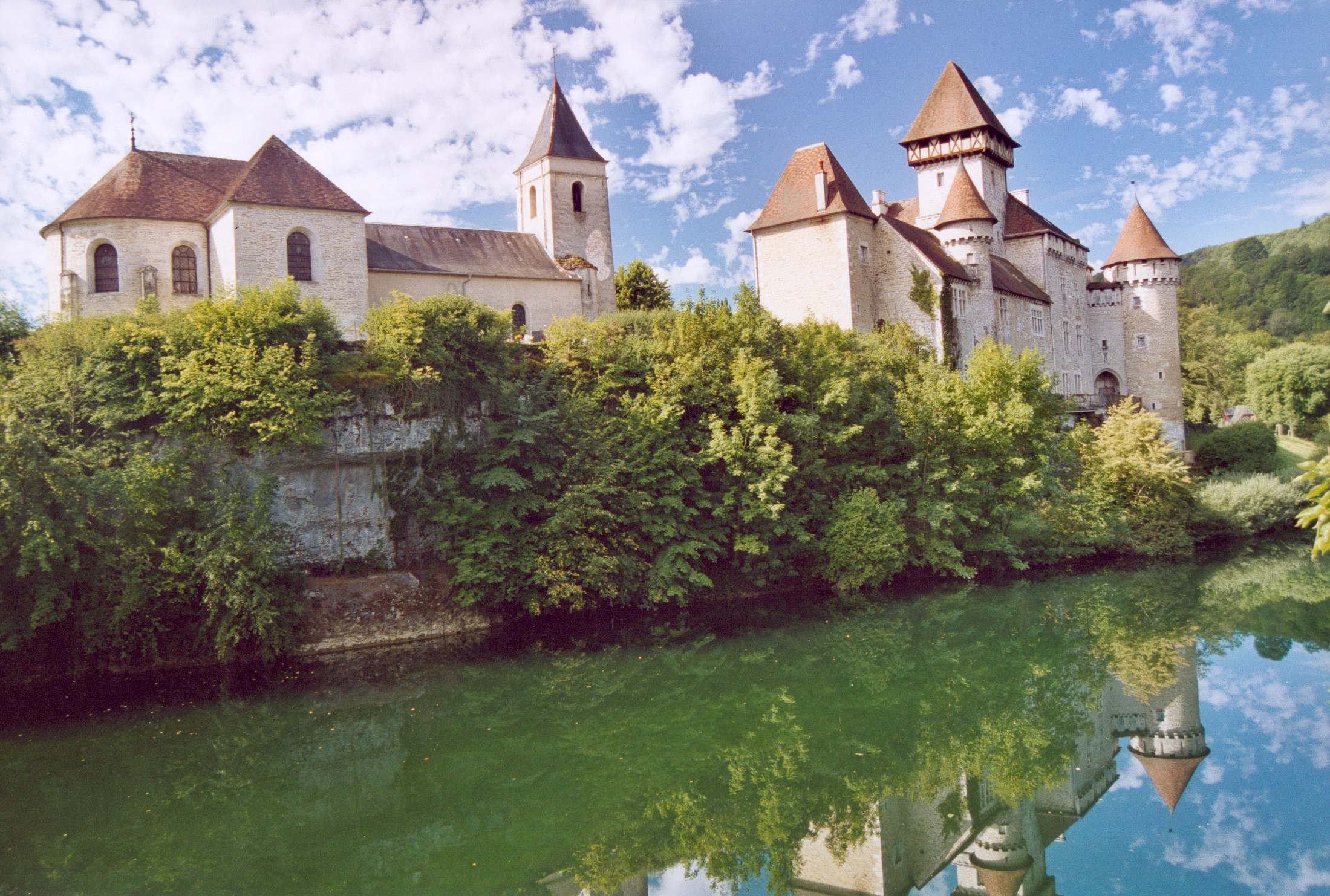
Slottet Cléron
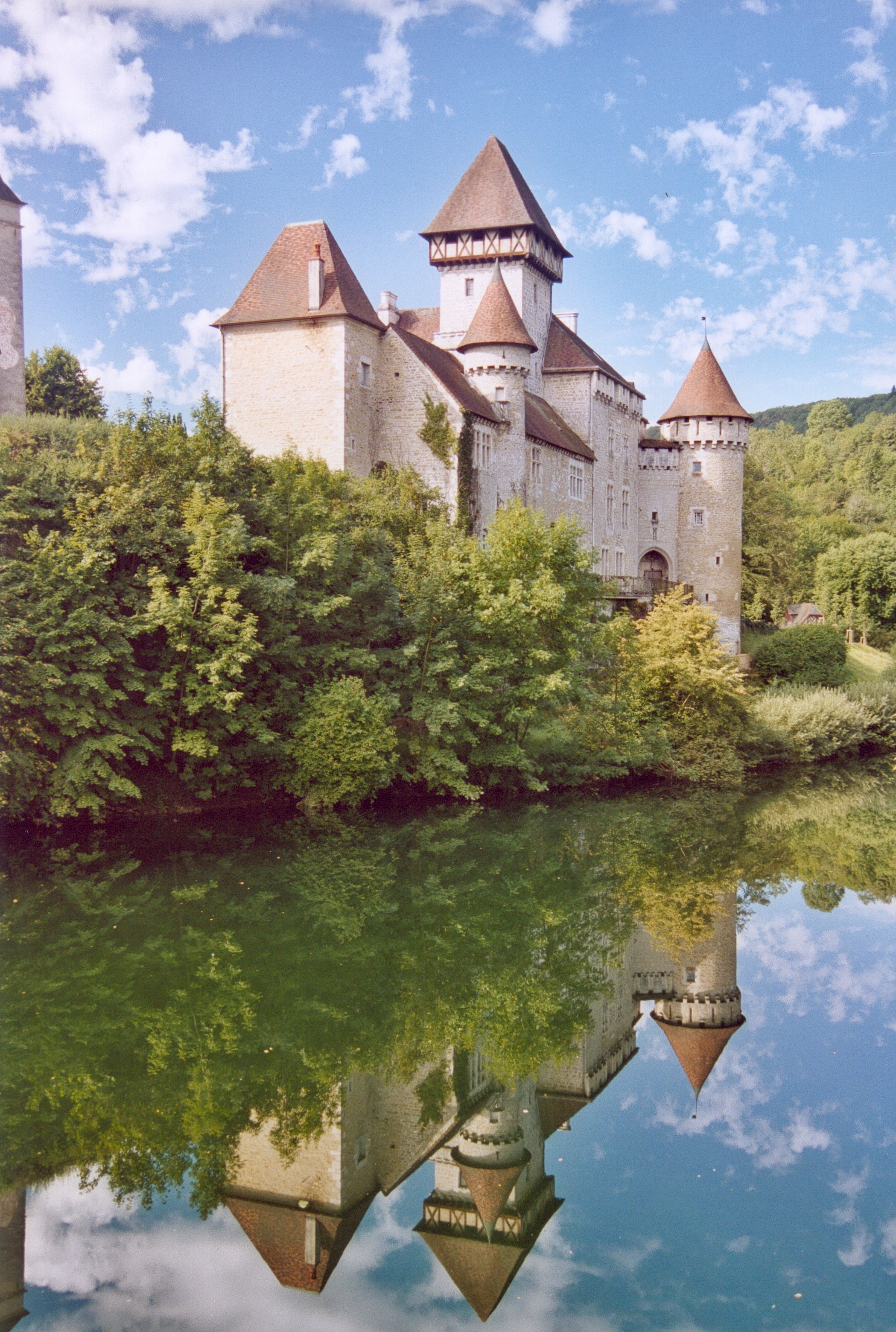